# Boeing Model 15
El Boeing Model 15 fue un avión de caza biplano monoplaza de cabina abierta estadounidense de los años 20 del siglo XX, fabricado por la compañía Boeing. El Model 15 entró en servicio con el Servicio Aéreo del Ejército de los Estados Unidos (como la serie PW-9) y con la Armada de los Estados Unidos como caza embarcado (serie FB).

## Diseño y desarrollo
El diseño del Model 15 estaba basado en estudios del Fokker D.VII, de los que se llevaron 142 a los Estados Unidos para evaluaciones como parte del Acuerdo del Armisticio al acabar la Primera Guerra Mundial. Muchas de las características eran similares. El Model 15 tenía un fuselaje de tubería de acero soldada arriostrado con cables de piano, mientras que las alas trapezoidales  de un solo vano fueron fabricadas con una estructura de madera, con largueros de abeto y caoba, y costillas de madera de tres capas. Los montantes alares cambiaron de la madera normal usada en los diseños de Boeing a aerodinámicos tubos de acero. El tren de aterrizaje tenía un eje recto, siendo aerodinámico dentro de un ala de pequeña cuerda (410 mm).
El motor original era un Wright-Hispano de 220 kW (300 hp), pero cuando el Curtiss D-12 refrigerado por líquido de 324 kW (435 hp) estuvo disponible, el avión fue rediseñado, moviendo el radiador del morro a un "túnel" bajo el motor. Junto con otros cambios menores en las alas, el diseño fue finalizado el 10 de enero de 1922.
El Ejército mostró interés en el nuevo diseño, y estuvo de acuerdo en proveer de armamento, motores, y en probar el avión, mientras dejaba a Boeing los derechos del avión y el diseño. El contrato fue firmado el 4 de abril de 1923, y el primer prototipo, designado XPW-9 por "Persecución eXperimental, motor refrigerado por Agua", voló el 2 de junio de 1923. El XPW-9 compitió con el Curtiss Model 33 por los contratos de aviones de persecución para reemplazar al Thomas-Morse MB-3A en el Servicio Aéreo del Ejército de los Estados Unidos.
Finalmente, ambos modelos fueron aceptados, el avión Curtiss fue designado PW-8 y el Model 15, PW-9. El Servicio Aéreo prefería el PW-9, que superaba al PW-8 en todas las prestaciones excepto en la velocidad, y estaba construido con un diseño más robusto y más fácil de mantener, ordenando 113 aviones (sólo fueron comprados 25 PW-8). También fue desarrollada una versión naval, designada FB, y fueron producidos 44 aviones.

### Producción
De los 158 aviones construidos, 147 fueron aviones estándar de producción, y los restantes fueron aviones desarrollados para intereses específicos.
Las tiradas de producción se presentan abajo, con las designaciones PW para los aviones del Ejército, y las designaciones FB, para los de la Armada.
| Número Construidos | Modelo | Años de Producción | Motor           |
| ------------------ | ------ | ------------------ | --------------- |
| 30                 | PW-9   | 1925-1926          | Curtiss D-12    |
| 24                 | PW-9A  | 1926-1927          | Curtiss D-12C   |
| 40                 | PW-9C  | 1927-1928          | Curtiss D-12D   |
| 16                 | PW-9D  | 1928-1934          |                 |
| 10                 | FB-1   | 1924               | Curtiss D-12    |
| 27                 | FB-5   | 1927-              | Packard 2A-1500 |

## Historia operacional
Las entregas de los primeros 25 PW-9 comenzaron el 30 de octubre de 1925. Boeing entregó un total de 114 PW-9 de todas las variantes, incluyendo prototipos, al Servicio Aéreo del Ejército de los Estados Unidos entre 1925 y febrero de 1931. Virtualmente, todos los PW-9 sirvieron con unidades de ultramar, en Hawái con el 5th Composite Group en Luke Field y más tarde con el 18th Pursuit Group en Wheeler Field, y en Filipinas con el 4th Composite Group en Clark Field, Luzón. Los PW-9 equiparon los 3rd, 6th, y 19th Pursuit Squadrons entre 1925 y 1931.
El FB-1, del que la Armada estadounidense ordenó 16 aparatos, pero recibió sólo diez entre el 1 y el 22 de diciembre de 1924, no estaba modificado para realizar operaciones navales (por ejemplo, no tenía gancho de apontaje), y fue asignado a los escuadrones del Cuerpo de Marines VF-1M, VF-2M, y VF-3M, siendo desplegado a China en apoyo de la Fuerza Marine Expedicionaria. Dos aviones adicionales (designados FB-2) fueron modificados para operar en el portaaviones Langley con la adición del sistema de gancho y tren de aterrizaje de eje dividido. Entraron en servicio con el VF-2 en diciembre de 1925. Los resultados generalmente satisfactorios propiciaron una orden por 27 FB-5, que se convirtieron en los primeros cazas de la Armada destinados específicamente para realizar operaciones embarcadas. Fueron modernizados con motores Packard 2A-1500 de 525 hp, y llevaban una fila de ganchos al final del eje, usados para guiar el avión a través de los cables de la cubierta. Los FB-5 volaron por primera vez el 7 de octubre de 1926, y fueron entregados a la Armada al comienzo del siguiente enero, transportados en barcazas en Puget Sound desde la fábrica de Boeing al Langley, anclado en el puerto de Seattle. Izados a bordo, sus primeros vuelos oficiales fueron realizados desde la cubierta del portaaviones.

## Variantes

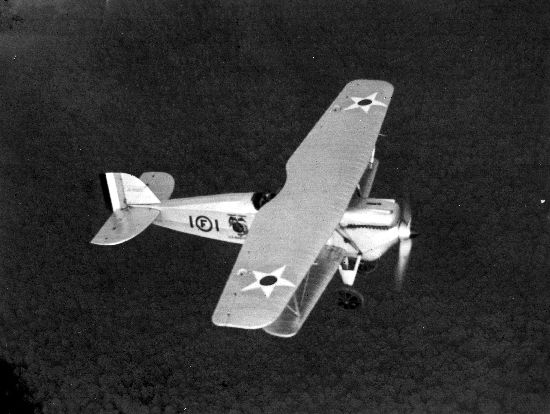
FB-1.

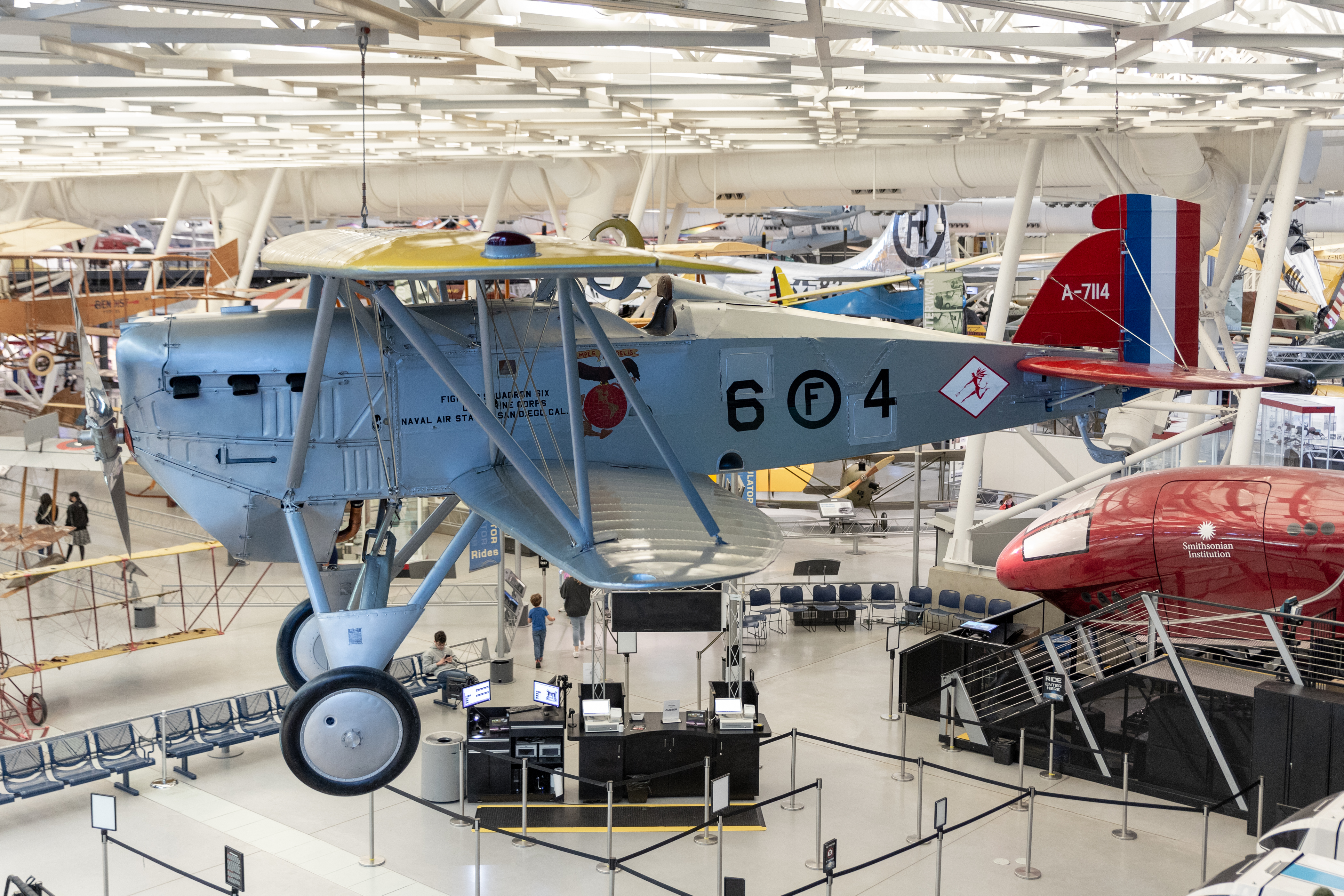
Un Boeing FB-5 preservado en el Steven F. Udvar-Hazy Center.

XPW-9
Tres prototipos construidos para evaluación por el Servicio Aéreo. El primer avión fue desguazado en McCook Field el 21 de febrero de 1925, el segundo fue probado estáticamente en octubre de 1928 y el tercero todavía estaba volando en diciembre del mismo año.
PW-9
30 producidos en 1925-26, primera variante de producción, motor D-12.
PW-9A
24 producidos en 1926-27, motor D-12C.
PW-9B
Un PW-9A modificado, entregado como PW-9B en 1927.
PW-9C
40 producidos en 1927-28, motor D-12D.
PW-9D
16 producidos en 1928-34, variante de producción final.
XP-4
Designación de un PW-9 (núm. serie 25-324) equipado con un motor Packard 1A-1500 de 380 kW (510 hp). Boeing Model 58.
AT-3
Designación de un PW-9A (núm. serie 26-374) convertido en entrenador monoplaza con motor Wright-Hispano.
FB-1
Diez ejemplares construidos como FB-1 de una orden inicial de 16, los restantes seis modificados en otros subtipos (FB-2, FB-3, FB-4). Motorizados con un Curtiss D-12 de 324 kW (435 hp). Entrega inicial a la Armada, basados en tierra solamente.
FB-2
Dos FB-1 modificados para realizar operaciones embarcadas, motor Packard 1A-1500 de 380 kW (510 hp). Designación de Boeing como Model 53.
FB-3
Tres construidos para evaluar el motor Packard 1A-1500 de 380 kW (510 hp), modelo de flotadores. Boeing Model 55.
FB-4
Uno construido, modelo experimental con motor radial Wright P-1 de 340 kW (450 hp). Designación de Boeing como Model 54.
FB-5
27 construidos, versión de producción. Equipado con motor Packard 2A-1500 de 390 kW (520 hp). Boeing Model 67.
FB-6
Uno construido, modelo experimental con motor Pratt & Whitney R-1340-B Wasp de 340 kW (450 hp). Boeing Model 54.
FB-7
Versión propuesta equipada con un motor Pratt & Whitney Wasp, no construida.

## Operadores
Estados Unidos
- Cuerpo Aéreo del Ejército de los Estados Unidos
- Armada de los Estados Unidos
- Cuerpo de Marines de los Estados Unidos

## Especificaciones (PW-9)
Referencia datos: Boeing Aircraft since 1916

### Características generales
- Tripulación: Uno (piloto)
- Longitud: 7,1 m (23,3 ft)
- Envergadura: 9,7 m (31,8 ft)
- Altura: 2,4 m (7,9 ft)
- Superficie alar: 24,1 m² (259,4 ft²)
- Perfil alar: Göttingen 436[2]
- Peso vacío: 878 kg (1935,1 lb)
- Peso cargado: 1414 kg (3116,5 lb)
- Planta motriz: 1× motor lineal V-12 refrigerado por agua Curtiss D-12.
  - Potencia: 315 kW (434 HP; 428 CV)

### Rendimiento
- Velocidad nunca excedida (Vne): 257 km/h (160 MPH; 139 kt)
- Velocidad crucero (Vc): 229 km/h (142 MPH; 124 kt)
- Alcance: 628 km (339 nmi; 390 mi)
- Techo de vuelo: 5768 m (18 924 ft)
- Régimen de ascenso: 8,3 m/s (1628 ft/min)
- Carga alar: 58,7 kg/m² (12 lb/ft²)
- Potencia/peso: 0,22 kW/kg (0,14 hp/lb)

### Armamento
- Ametralladoras: 

  - 2 fijas de 7,62 mm
- Bombas: 

  - 1 de 111 kg

## Aeronaves relacionadas

### Desarrollos relacionados
- Boeing XP-8
- Boeing F2B

### Aeronaves similares
- Curtiss P-1
- Fokker PW-7

### Secuencias de designación
- Secuencia Numérica (interna de Boeing): ← 7 - 8 - 10 - 15 - 16 - 21 - 40 - 42 - 50 - 53 - 54 - 55 - 58 - 63 - 64 - 66 - 67 - 68 - 69 - 72 - 74 →
- Secuencia PW-_ (Aviones de Caza (Persecución, refrigerado por Agua) del USAAS, 1919-1924): ← PW-6 - PW-7 - PW-8 - PW-9
- Secuencia F_B (Aviones de Caza de la Armada estadounidense, 1922-1962 (Boeing, 1923-1962)): FB - F2B - F3B - F4B →
- Secuencia AT-_ (Entrenadores Avanzados del USAAS/USAAC/USAAF, 1925-1948): AT-1 - AT-2 - AT-3 - AT-4 - AT-5 - AT-6 →